# Pré-dreadnought
Pour les articles homonymes, voir Pré (homonymie).

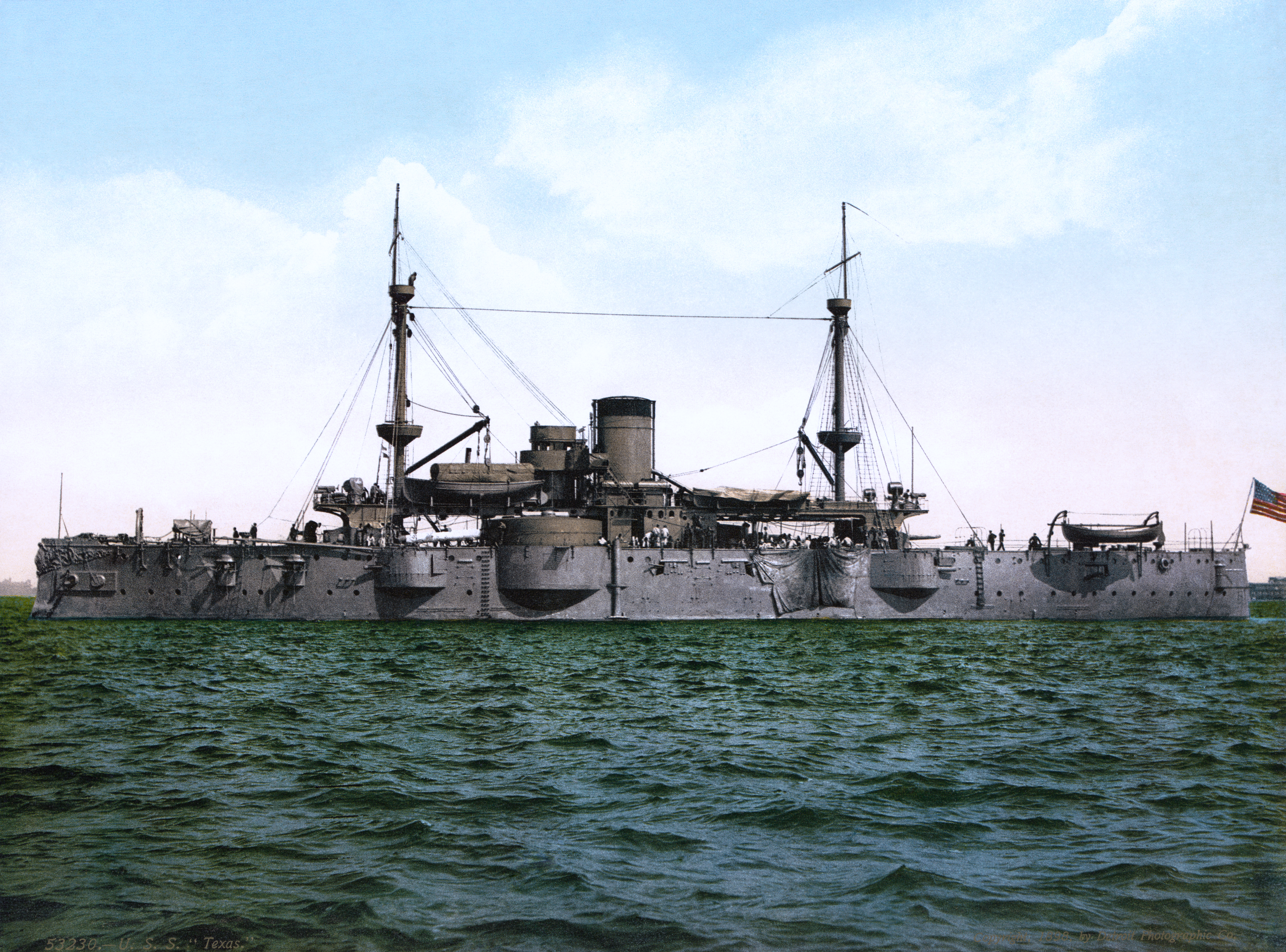
L' construit en 1892 fut le premier cuirassé de la marine américaine.

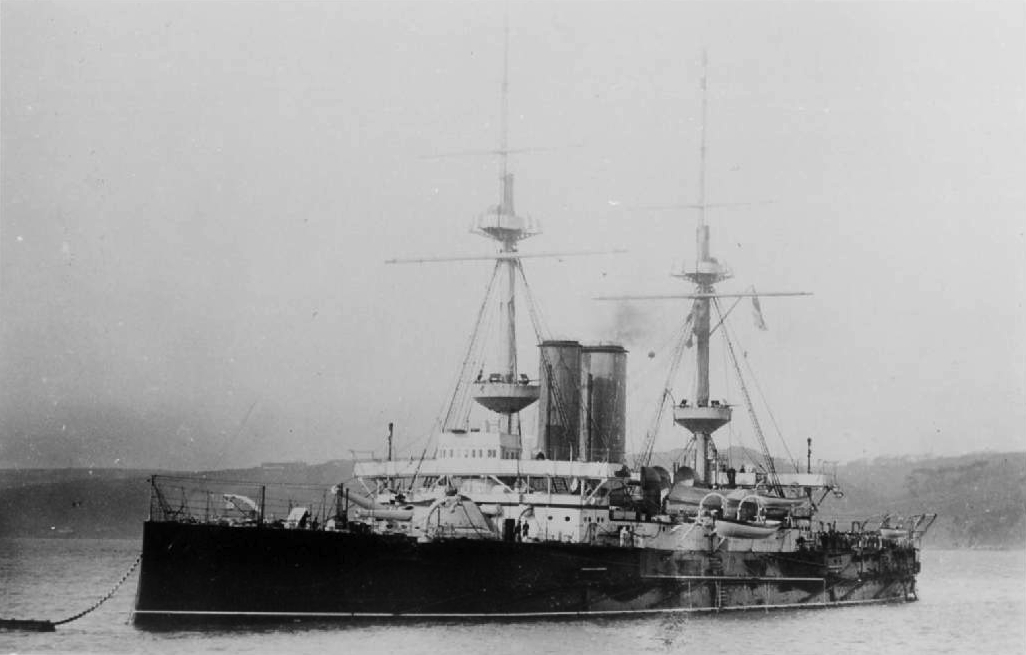
Le est un exemple typique de cuirassé pré-dreadnought.

« Pré-dreadnought » est le terme utilisé pour désigner les cuirassés construits entre le milieu des années 1890 et 1905 pour remplacer les premiers cuirassés des années 1870-1880. Construits en acier et protégés par un blindage en acier renforcé, les cuirassés pré-dreadnought embarquaient deux calibres d'artillerie : l'artillerie principale composée de pièces de gros calibre en tourelles et l'artillerie secondaire d'un calibre plus faible sous tourelles également mais aussi en casemates de chaque côté de la coque. Ils étaient propulsés par une machine à vapeur à triple expansion chauffant au charbon.
Par contraste avec le développement chaotique des premiers navires à coque blindée durant les décennies précédentes, les années 1890 virent les marines du monde entier commencer à construire des cuirassés aux caractéristiques proches de celles de la classe Majestic britannique. La similitude d'aspect entre les navires de guerre des années 1890 a été soulignée par le nombre croissant de navires en cours de construction. Des nouvelles puissances navales comme l'Empire allemand, l'empire du Japon et les États-Unis commencèrent à s'imposer tandis que les marines du Royaume-Uni, de la France et de la Russie se préparèrent à faire face à ces nouvelles menaces. Un affrontement important entre pré-dreadnoughts eut lieu entre les marines russe et japonaise lors de la bataille de Tsushima le 27 mai 1905 (victoire japonaise).
Les cuirassés pré-dreadnoughts furent soudainement rendus obsolètes par l'arrivée du navire britannique HMS Dreadnought en 1906. Ce navire fut le premier à adopter une artillerie principale monocalibre de 305 mm et à être propulsé par une innovante turbine à vapeur. S'il déclassait tous les pré-dreadnoughts étrangers, le HMS Dreadnought déclassait du même coup tous ceux de la Royal Navy et obligeait toutes les grandes nations maritimes à reconstruire de nouvelles flottes de ce nouveau type de navire nommé dreadnought.
En dépit de leur valeur militaire moindre, les pré-dreadnoughts jouèrent un rôle important durant la Première Guerre mondiale et certains participèrent même à la Seconde Guerre mondiale.

## Origines

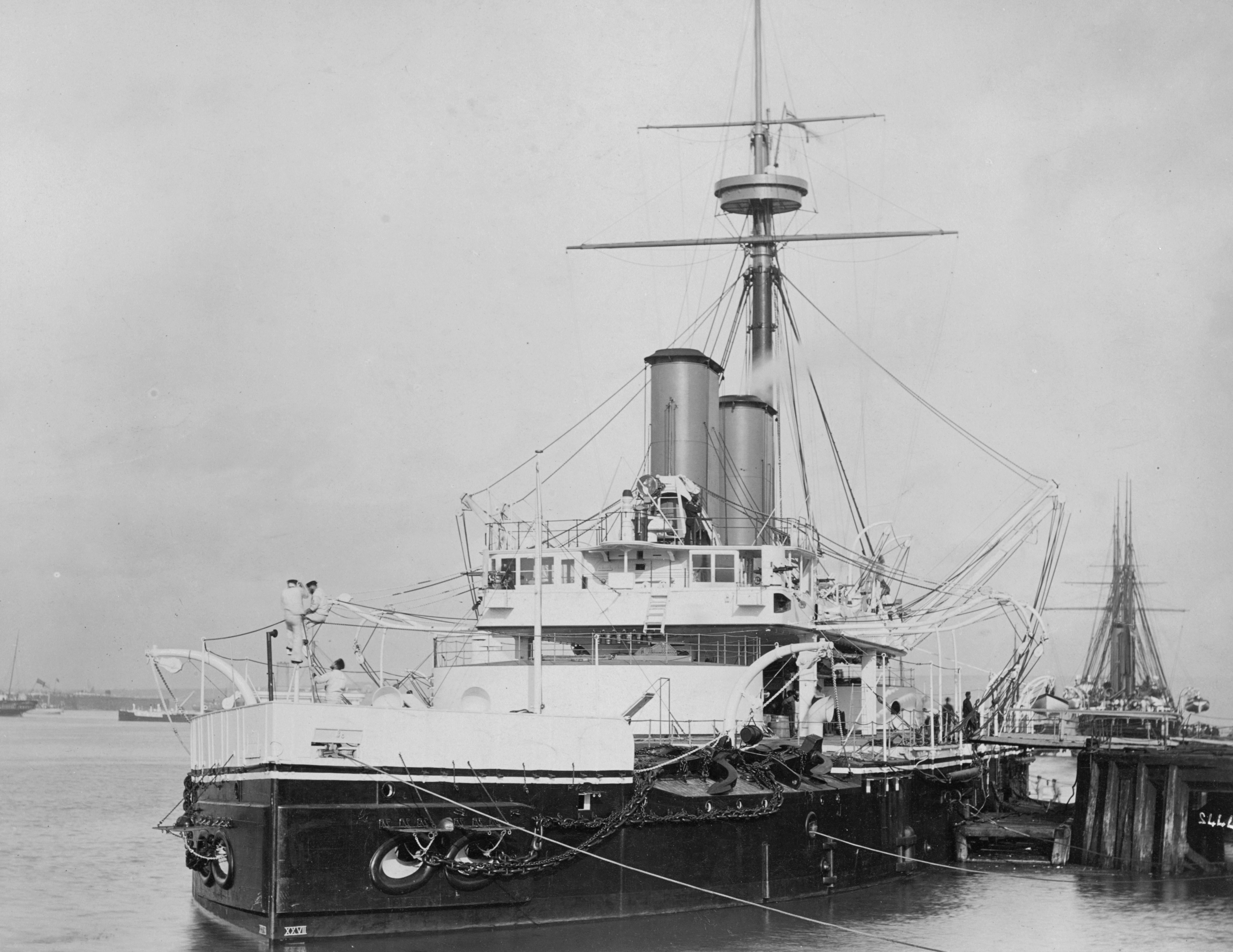
Le montre le franc-bord peu élevé typique des premiers cuirassés à tourelles. Ce navire lancé en 1875 ne doit pas être confondu avec son homonyme de 1906, le, qui marqua la fin de l'ère des pré-dreadnoughts.

Les pré-dreadnoughts furent développés à partir des navires cuirassés de première génération. Les premiers d'entre eux, La Gloire française et le HMS Warrior britannique, étaient essentiellement des voiliers dotés de trois grands mâts et d’une artillerie en batterie tirant par des sabords lorsqu'ils furent lancés dans les années 1860. Onze ans plus tard, le HMS Devastation ressemblait plus à un pré-dreadnought car il n'avait plus de voiles et était équipé de quatre tourelles doubles, deux en chasse à l'avant et deux autres en fuite, à l'arrière. Cependant, du fait de son franc-bord très bas, il ne pouvait pas naviguer au large car son pont aurait été submergé, ce qui le limitait à l'attaque des ports et des défenses côtières adverses au lieu d'affronter l'ennemi en haute mer. Les marines continuèrent donc à construire des navires avec mâts et sans tourelles mais pouvant combattre au large.
La distinction entre les navires de combat côtiers et les croiseurs de haute-mer devint floue avec l'arrivée de la classe Admiral britannique en 1880. Ces navires reflétaient les développements des caractéristiques des cuirassés en étant protégés par une combinaison d'acier et de fer, plus résistante que le fer forgé. Ils étaient équipés de canons à chargement par la culasse dont le calibre variait entre 305 et 413 mm, ce qui montre la tendance des cuirassés à être équipés de canons énormes. Les canons étaient installés dans des barbettes pour diminuer la masse de l'ensemble. Certains historiens voient dans ces navires une étape capitale vers les pré-dreadnoughts ; d'autres n'y voient qu'un design confus et infructueux.

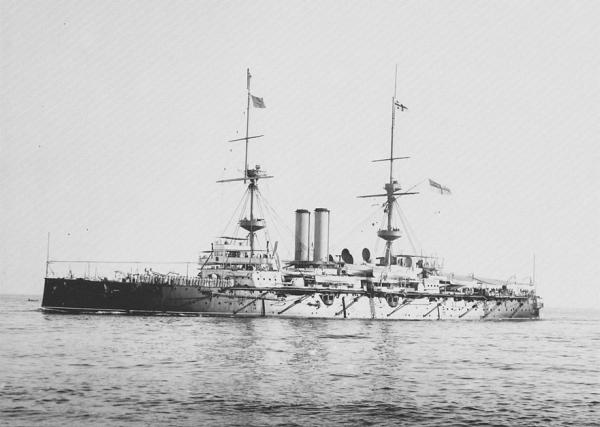
Le fut le quatrième navire de l'influente.

Les navires de la classe Royal Sovereign de 1889 conservèrent les barbettes mais furent uniformément armés de canons de 343 mm ; ils furent également plus lourds (14 000 tonnes de déplacement) et plus rapides, grâce à la machine à vapeur à triple expansion, que ceux de la classe Admiral. De même, leur franc-bord surélevé les rendait parfaitement capables de combattre au large même par mer forte,.
Les pré-dreadnoughts arrivent à leur forme définitive avec la classe Majestic, que beaucoup considèrent comme la première classe de pré-dreadnoughts, dont le premier navire fut lancé en 1895. Ces navires étaient entièrement construits en acier et leurs canons protégés par des tourelles. Ils adoptèrent les canons de 305 mm qui, grâce aux progrès de la poudre, étaient plus légers et puissants que les anciens canons de plus gros calibre. Le HMS Majestic fournit le modèle de construction du cuirassé qui sera appliqué par la Royal Navy et par les autres marines au cours des années suivantes.

## Armement

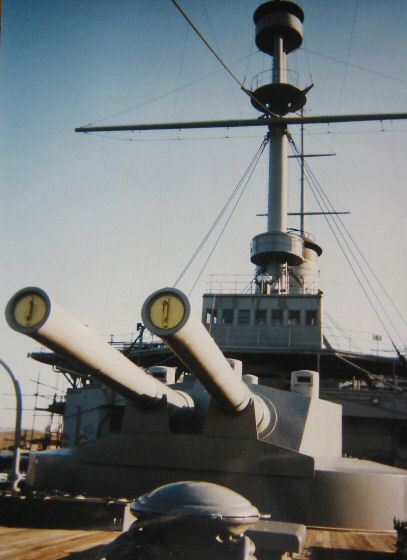
Les canons de 305 mm du cuirassé japonais (photo de 2004). Il s'agit du dernier pré-Dreadnought encore existant.

L'artillerie des pré-Dreadnought était composée de canons de plusieurs calibres pour les différents rôles d'un combat naval. L'armement principal était composé de deux tourelles doubles placées à l'avant, en chasse et à l'arrière, en fuite. Très peu de pré-Dreadnought changèrent cette disposition. Ces canons avaient une cadence de tir faible et étaient, au départ, relativement imprécis ; cependant, ils étaient les seuls à pouvoir percer l'épais blindage qui protégeait les machines, les soutes à munitions et les tourelles des grosses pièces des cuirassés ennemis.
Le calibre le plus courant pour l'armement principal était 305 mm ; les cuirassés britanniques de la classe Majestic l'utilisaient, de même que les navires français de la classe Charlemagne de 1894. Le Japon, qui importait la plupart de ses canons de Grande-Bretagne, utilisait des canons de 305 mm. Les États-Unis utilisaient les calibres 305 et 330 mm jusqu'à l'arrivée de la classe Maine qui permit d'universaliser les 305 mm. Les Russes utilisaient les 305 mm à bord des classes Petropavlovsk et Borodino et des canons de 254 mm à bord de la classe Peresvet. Les premiers pré-Dreadnought allemands étaient équipés de canons de 280 mm puis la marine choisit des 239 mm et repassa finalement à des 280 mm avec la classe Braunschweig.

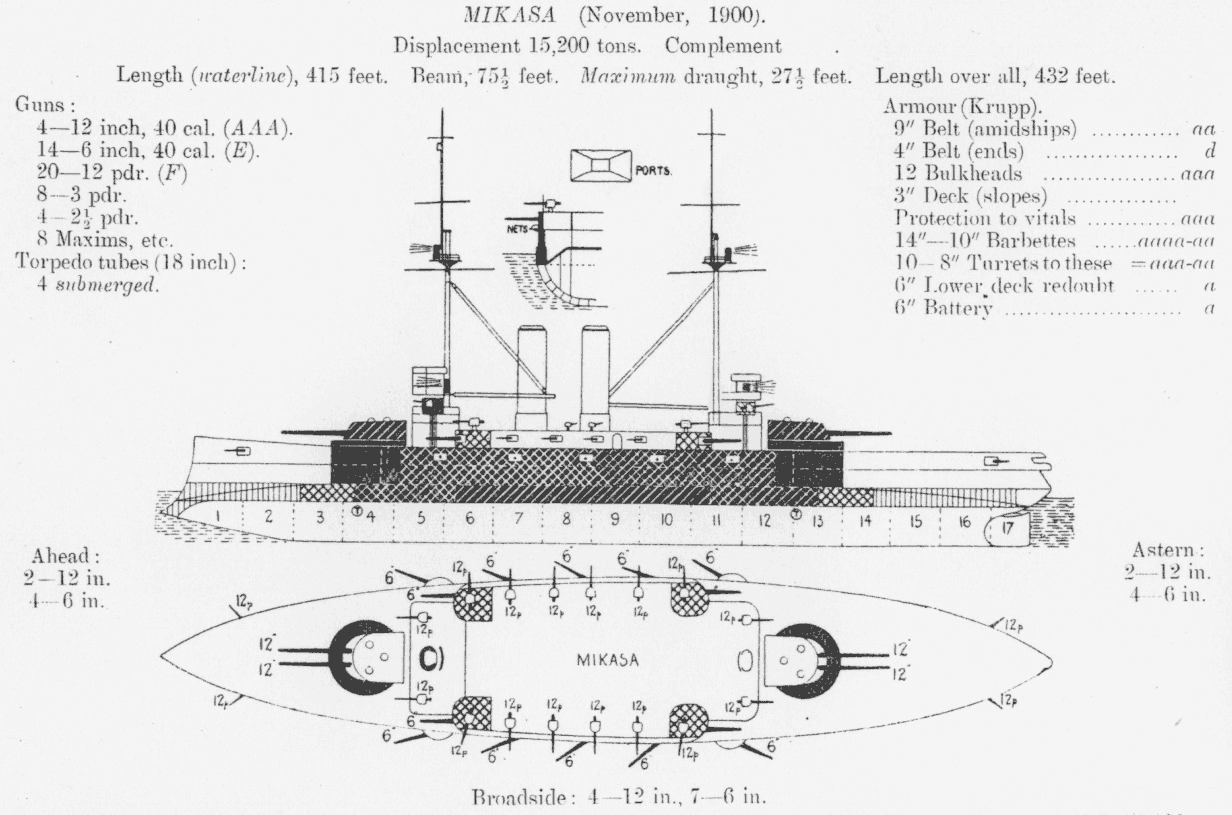
Le cuirassé japonais est un exemple parfait de pré-Dreadnought ; on peut noter le positionnement des batteries secondaires et tertiaires ainsi que la concentration du blindage sur les tourelles et les espaces techniques.

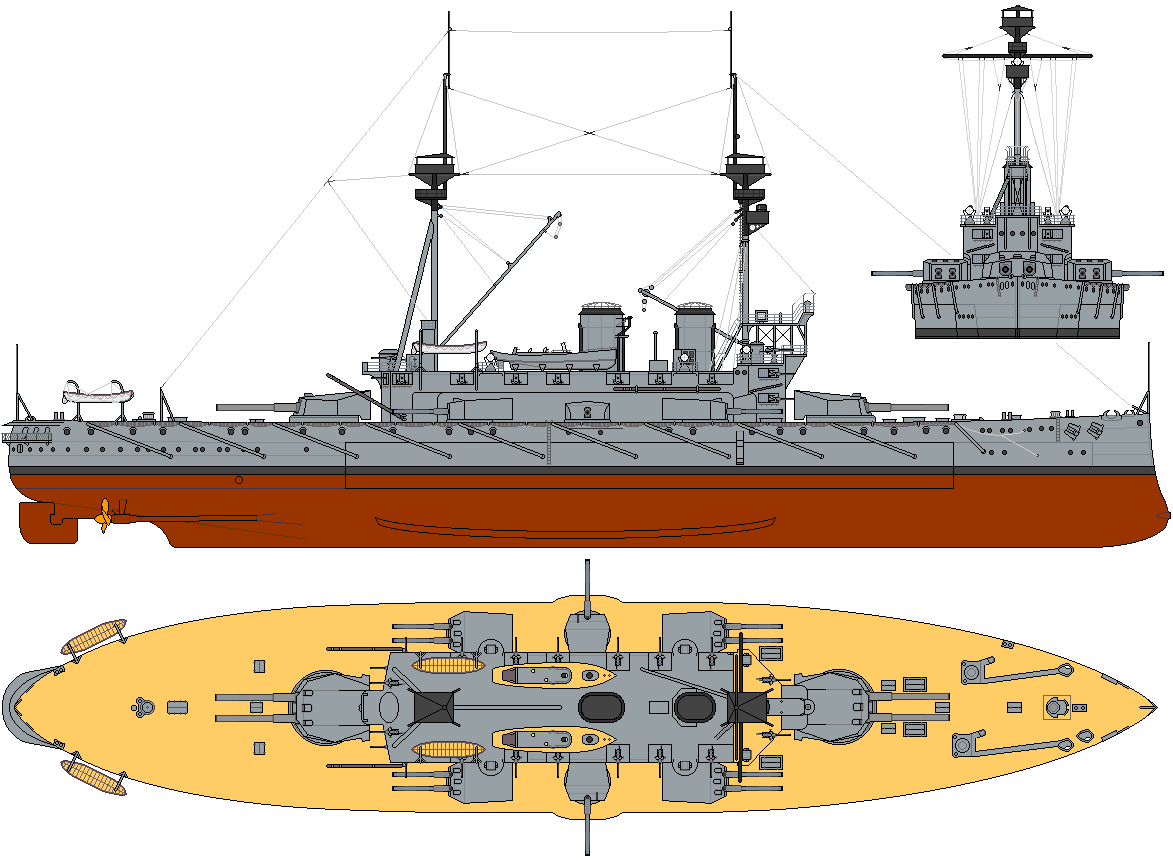
Le est l'exemple ultime de la batterie intermédiaire avec huit canons de 234 mm et quatre canons de 305 mm en six tourelles.

Tandis que le calibre de l'artillerie principale resta relativement constant, les performances des canons s'accrurent au fur et à mesure de l'allongement des tubes des canons. L'introduction des charges propulsives à combustion lente comme la nitrocellulose ou la cordite signifiait qu'un canon plus long offrait une plus grande vitesse au projectile d'où une portée et une puissance supérieure sans augmenter la taille du projectile. Entre les classes Majestic et Dreadnought, la longueur du canon passa de 10,6 à 13,7 mètres et la vitesse en sortie du canon passa de 737 à 830 m/s.
Les pré-Dreadnought transportaient également une artillerie secondaire. Celle-ci était composée de canons plus légers (généralement 152 mm), même si des calibres compris entre 100 et 230 mm pouvaient être utilisés. Pratiquement tous ces canons étaient à tir rapide, car ils employaient plusieurs innovations destinées à augmenter la cadence de tir. La poudre était empaquetée dans des cartouches en laiton et le mécanisme de fermeture de la culasse était adapté pour un rechargement et une visée rapide.
Le rôle de cette artillerie était d'endommager les parties moins blindées des cuirassés ennemis comme le pont et déclencher des incendies car elle était incapable de percer la ceinture blindée principale. L'artillerie secondaire devait également être utilisée sur les croiseurs, destroyers et les torpilleurs. En effet, un canon de calibre supérieur à 100 mm était capable de percer le faible blindage de ces navires et le tir rapide était indispensable pour toucher ces petites cibles rapides et manœuvrantes. L'artillerie secondaire était montée de nombreuses manières ; parfois installée dans des tourelles, elle était le plus souvent située dans des casemates fixes sur les bordés du navire voire sur des positions non protégés sur les ponts supérieurs.
Certains des pré-Dreadnought transportaient une artillerie intermédiaire de 203 à 260 mm. Cela permettait de transporter une plus grande puissance de feu sur un même navire. La Marine américaine fut la première à appliquer cette idée avec les classes Indiana et Kearsarge. Peu après que la marine américaine eut utilisé le concept d'artillerie intermédiaire, les Britanniques, les Italiens, les Russes, les Français et les Japonais lancèrent des navires du même type. Les navires de cette dernière génération furent presque sans exception terminés après le HMS Dreadnought et furent donc dépassés avant même d'être entrés en service.

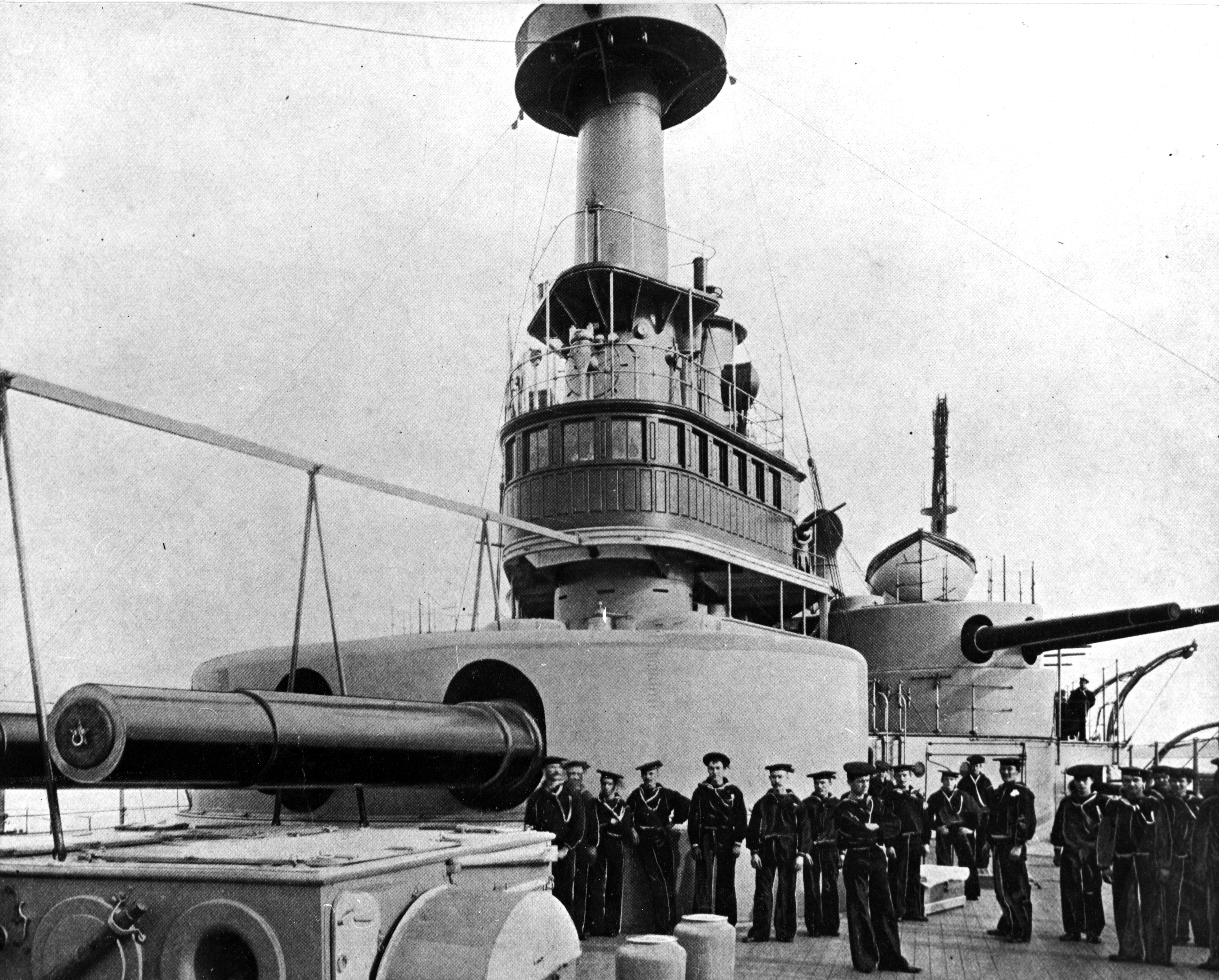
L' montre un exemple de batterie principale de 330 mm avec l'artillerie intermédiaire de 203 mm à l'arrière dans des tourelles.

Durant l'ère des cuirassés primitifs, la distance d'engagement augmenta ; durant la guerre sino-japonaise de 1894-1895, cinq batailles furent livrées à moins de 1 600 mètres tandis que durant la bataille de la mer Jaune en 1904, les flottes russes et japonaises ouvrirent le feu à 13 km avant de se rapprocher à 5 600 mètres l'une de l'autre. Cette augmentation de la distance d'engagement était due à la plus grande portée des torpilles et à l'amélioration du contrôle de tir de l'artillerie. Par conséquent, les architectes navals ont augmenté la puissance de l'artillerie secondaire. La classe Lord Nelson emportait dix canons de 234 mm en armement secondaire. Les navires avec une artillerie secondaire puissante et uniforme sont souvent qualifiés de « semi-dreadnought ».
L'armement des pré-Dreadnought était complété par une artillerie légère de canons à tir rapide qui pouvaient être des canons de 76 mm mais également des canons revolvers de 47 mm. Leur rôle était d'offrir une ultime protection à courte portée contre les torpilleurs ou pour balayer les superstructures des cuirassés.
En plus de leur artillerie, beaucoup de pré-Dreadnought étaient armés avec des torpilles lancées depuis des tubes situés au-dessus ou au-dessous de la ligne de flottaison. Ces torpilles avaient généralement un diamètre de 46 cm et pouvaient parcourir plusieurs kilomètres. Il était cependant très rare qu'un cuirassé puisse réaliser un tir au but avec une torpille.

## Protection

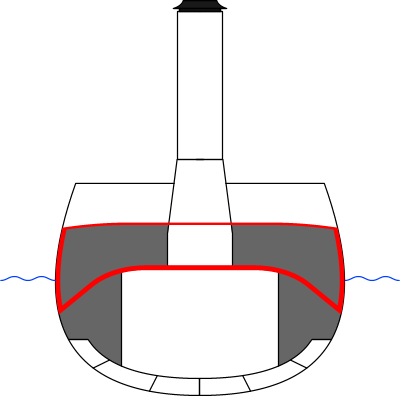
Section schématique d'un pré-Dreadnought avec les ponts supérieur et intermédiaire et les ceintures latérales blindées (en rouge). Les soutes à charbon sont en gris et viennent protéger un peu plus les machines situées dans l'espace vide au centre. Enfin on remarque le double fond composé de caissons étanches.

Les cuirassés de type pré-Dreadnought possédaient un blindage très lourd. L'expérience a montré qu'il valait mieux concentrer le blindage dans les zones critiques plutôt que de le disperser en réalisant un blindage uniforme. La section centrale du navire qui abrite les chaudières et l'appareil propulsif était protégée par la ceinture principale située autour de la ligne de flottaison. Cette « citadelle » centrale était destinée à protéger les machines des tirs les plus puissants. L'armement principal et les soutes à munitions étaient protégés par des extensions de la ceinture principale. Les débuts de l'ère des pré-Dreadnought furent marqués par la transformation de l'artillerie en barbettes en tourelles fermées et blindées.
La ceinture principale se réduisait à la proue et à la poupe du navire. Le pont était généralement légèrement blindé avec 5 à 10 cm d'acier. Ce blindage léger était censé empêcher les obus explosifs de détruire les superstructures.
Les cuirassés de la fin des années 1880 comme la classe Royal Sovereign étaient protégés par une association d'acier et de fer. Celle-ci fut rapidement remplacée par un acier renforcé réalisé à l'aide du procédé Harvey (en) développé aux États-Unis. Après un premier test en 1891, il se répandit dans les navires lancés en 1893-1895. Cependant son règne fut bref car il fut supplanté en 1895 par le procédé Krupp (en) qui fut testé pour la première fois sur le SMS Kaiser Friedrich III allemand. Alors que toute l'Europe adopta le procédé Krupp, les États-Unis conservèrent le procédé Harvey jusqu'au XXe siècle. L'amélioration de la qualité du blindage signifiait que les nouveaux navires obtiendraient une meilleure protection avec un blindage moins épais donc plus léger. 50 cm de l'association fer-acier fournissaient la même protection que 20 cm d'« acier Harvey » ou 15 cm d'« acier Krupp ».

## Propulsion

La chaudière de type tube à eau était la méthode la plus efficace de production de vapeur sous haute pression.

Tous les pré-Dreadnought étaient propulsés par des machines à vapeur. La plupart d'entre eux pouvaient atteindre 18 nœuds soit 33 km/h. Les cuirassés des années 1880 utilisaient des machines à expansion simple mais à partir de 1890, les machines à vapeur à expansions multiples plus efficaces entrèrent en service. Certaines flottes utilisèrent l'expansion quadruple.
L'amélioration des performances durant la période des pré-Dreadnought provint principalement de l'accroissement de la pression de la vapeur dans les chaudières. Les premières chaudières furent progressivement remplacées par des chaudières de type tube à eau qui offraient plus de puissance pour une consommation inférieure tout en étant plus sûres. La chaudière de type Belleville fut introduite dans la marine française à partir de 1879 mais la Royal Navy ne l'adopta qu'en 1894.

Fonctionnement de la machine à vapeur à triple expansion. La vapeur sous haute pression est utilisée trois fois pour fournir de la puissance motrice en se refroidissant à chaque détente.

La machine propulsait deux ou trois hélices. La France et l'Allemagne privilégiaient la disposition à trois hélices qui autorisaient les machines à être plus petites et donc plus faciles à protéger ; les navires étaient également plus manœuvrables. Les hélices étaient cependant plus grandes et lourdes que celles des dispositions à deux hélices utilisées par les autres marines.
Le charbon était le combustible incontournable de cette époque même si certaines marines firent des essais avec le pétrole à la fin du XIXe siècle. Quelques nœuds pouvaient être grappillés en utilisant la « circulation forcée » où l'air est pompé dans les fourneaux mais avec le risque d'endommager les chaudières.

## Les flottes et les batailles

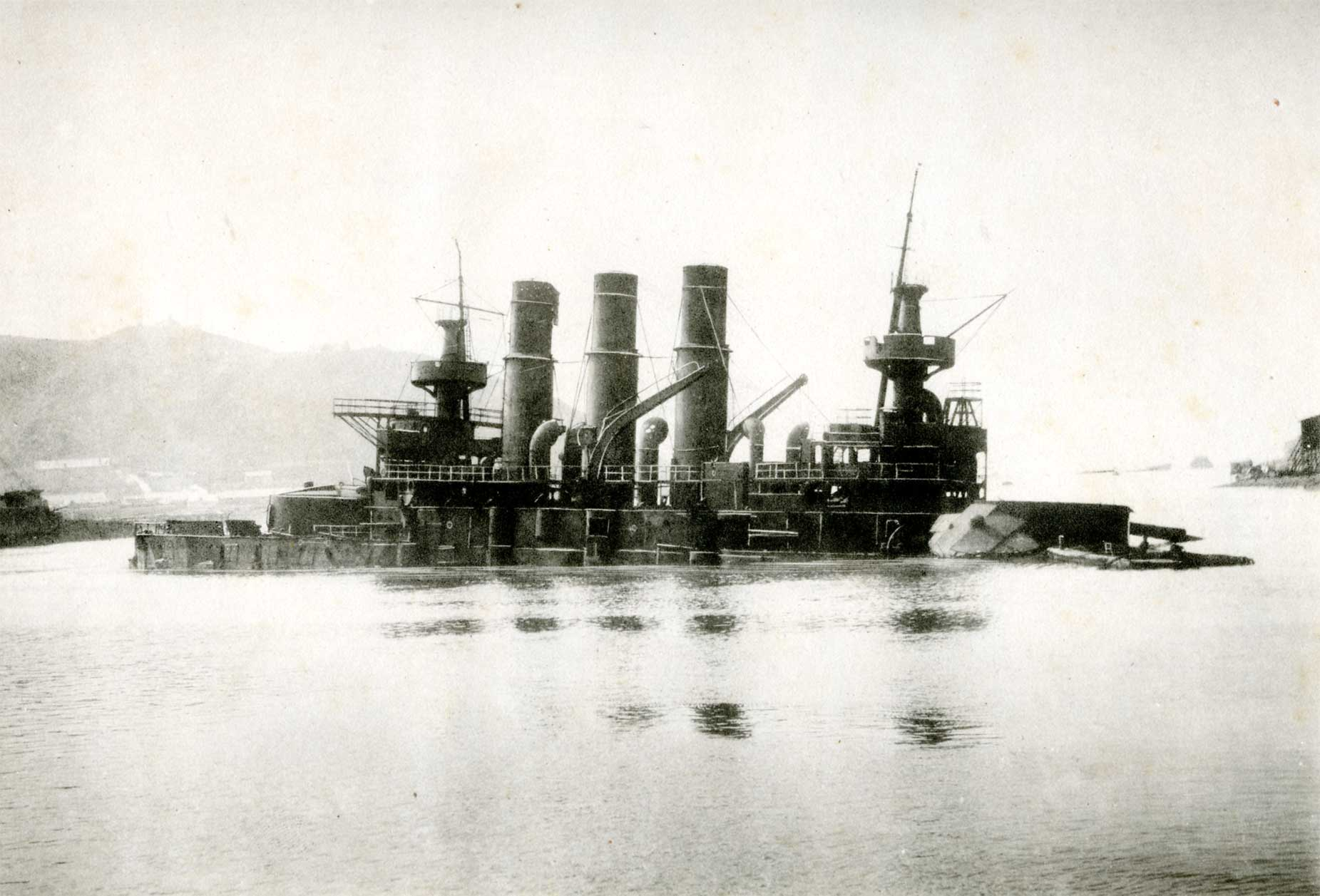
Le Retvizan coulé durant la bataille de Port-Arthur.

Les pré-Dreadnought ont été le cœur de nombreuses flottes durant leur âge d'or. Ils côtoyaient une grande variété de navires comme les croiseurs cuirassés qui n'étaient que des cuirassés légers, les croiseurs protégés et les frégates en bois ou en métal. Les cuirassés étaient menacés par les torpilleurs ; c'est durant cette période que les premiers destroyers furent lancés pour lutter contre cette menace et contre celle des premiers sous-marins.
L'âge des pré-Dreadnought permit à des puissances navales comme la France ou la Russie d'entrer en compétition avec l'imposante Royal Navy britannique, elle vit également l'émergence de nouvelles puissances navales comme l'Allemagne, le Japon ou les États-Unis.
Bien que les pré-Dreadnought furent mondialement adoptés, il n'y eut pas de confrontations entre eux avant l'extrême fin de leur période de domination. La guerre sino-japonaise en 1894-1895 influença le développement des pré-Dreadnought mais opposa des cuirassés chinois à des croiseurs japonais,. La guerre hispano-américaine de 1898 opposa les pré-Dreadnought américains aux croiseurs espagnols. Il faudra attendre la guerre russo-japonaise de 1904-1905 pour voir une confrontation d'égal à égal. Il y eut trois batailles majeures : la victoire tactique russe lors de la bataille de Port-Arthur les 8 et 9 février 1904, l'indécise bataille de la mer Jaune le 10 août 1904 et le triomphe japonais lors de la bataille de Tsushima le 27 mai 1905.
La diplomatie de la canonnière était habituellement menée par des croiseurs ou par des navires encore plus petits. Une flottille britannique de trois croiseurs protégés et deux canonnières forcèrent la capitulation de Zanzibar en 1896 ; et tandis que les cuirassés participèrent à la flotte combinée des puissances occidentales durant la révolte des Boxers, la partie navale de la guerre fut menée par des canonnières, des destroyers ou des frégates.

### En Europe

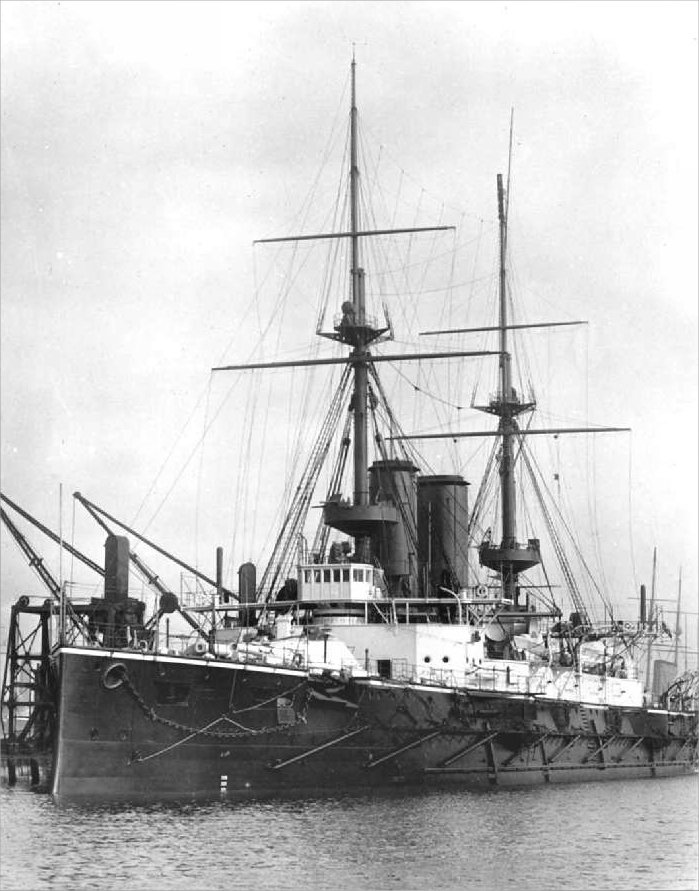
HMS Formidable 1898

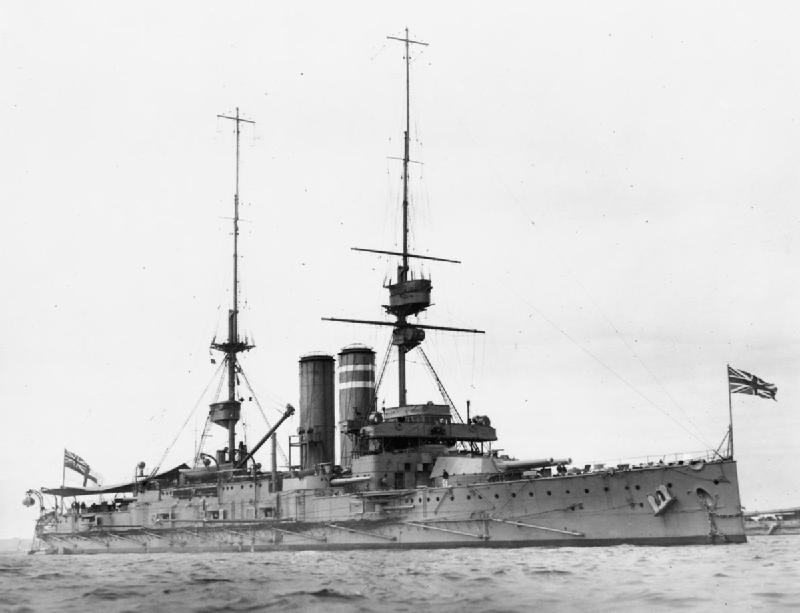
Le HMS Dominion de la fut lancé en 1903.

Les flottes européennes demeurèrent les plus importantes du monde durant la période des pré-Dreadnought. La Royal Navy restait la flotte la plus puissante du monde même si l'accroissement des autres flottes européennes menaçait sa suprématie.
En 1889, le Royaume-Uni avait adopté le « standard des deux puissances » selon laquelle il devait posséder autant de navires que les deux plus grandes autres flottes combinées ; à cette époque, ces deux puissances étaient la France et la Russie qui s'allièrent en 1890. Les classes Royal Sovereign et Majestic furent suivies par un programme de construction plus lent dans les années qui suivirent. Les classes Canopus, Formidable, Duncan et Lord Nelson se succédèrent rapidement entre 1897 et 1905. En comptant deux navires commandés par le Chili mais réquisitionnés par la Grande-Bretagne, la Royal Navy avait en 1904, 39 pré-Dreadnought en service ou en construction. Deux douzaines d'autres cuirassés plus anciens restaient en service. La dernière classe de pré-Dreadnought, la classe Lord Nelson fut lancée après la construction du HMS Dreadnought.

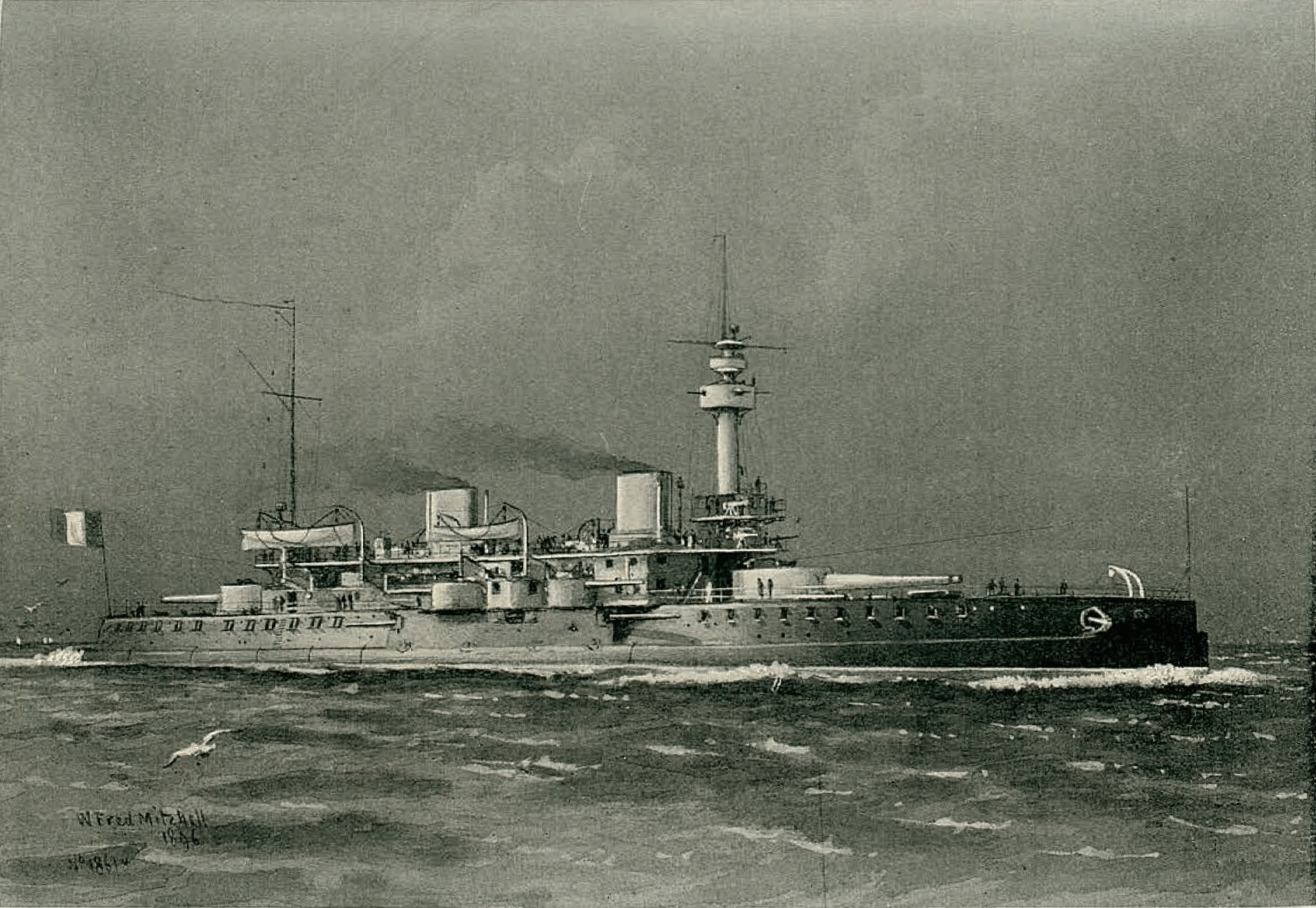
Dessin du Brennus en 1896

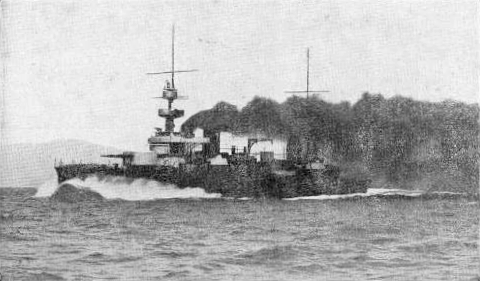
Le cuirassé français Justice de classe Liberté à pleine vitesse en 1913

La France, traditionnelle rivale de la Grande-Bretagne, avait fait une pause dans la construction navale durant les années 1880 sous l'influence de la Jeune École qui privilégiait les torpilleurs aux cuirassés. Cette doctrine perdit en influence et le premier cuirassé français, le Brennus, fut lancé en 1889. Celui-ci et les navires qui suivirent étaient uniques en opposition aux classes britanniques ; ils comportaient également une disposition particulière de canons lourds. Le Brennus et les navires qui suivirent utilisaient deux canons de 305 mm et deux canons de 275 mm en tourelles simples. La classe Charlemagne lancée en 1894-1896 fut la première à adopter la disposition en quatre canons lourds de 305 mm. La Jeune École conserva une grande influence sur la stratégie navale française et à la fin du XIXe siècle, la France avait abandonné la compétition numérique avec le Royaume-Uni. C'est la France qui souffrit le plus de la révolution du HMS Dreadnought car quatre navires de la classe Liberté étaient encore en construction lors de l'arrivée du HMS Dreadnought et six cuirassés de la classe Danton ne furent lancés qu'en 1909.

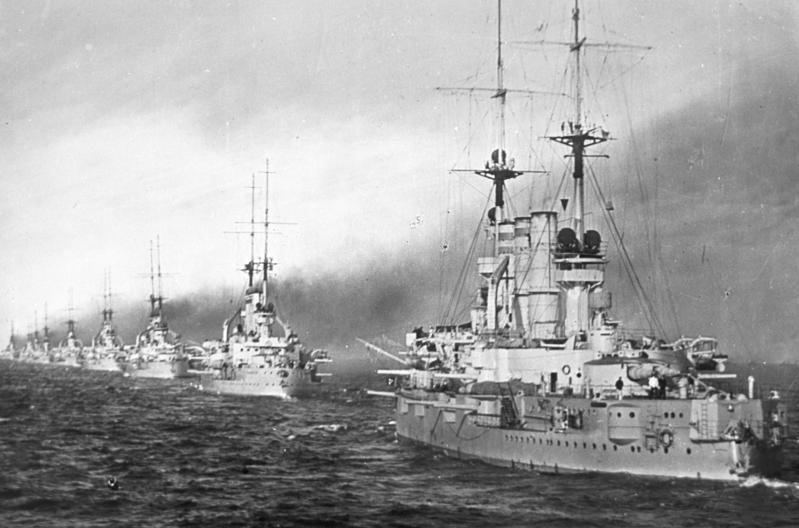
La classe Deutschland en ligne

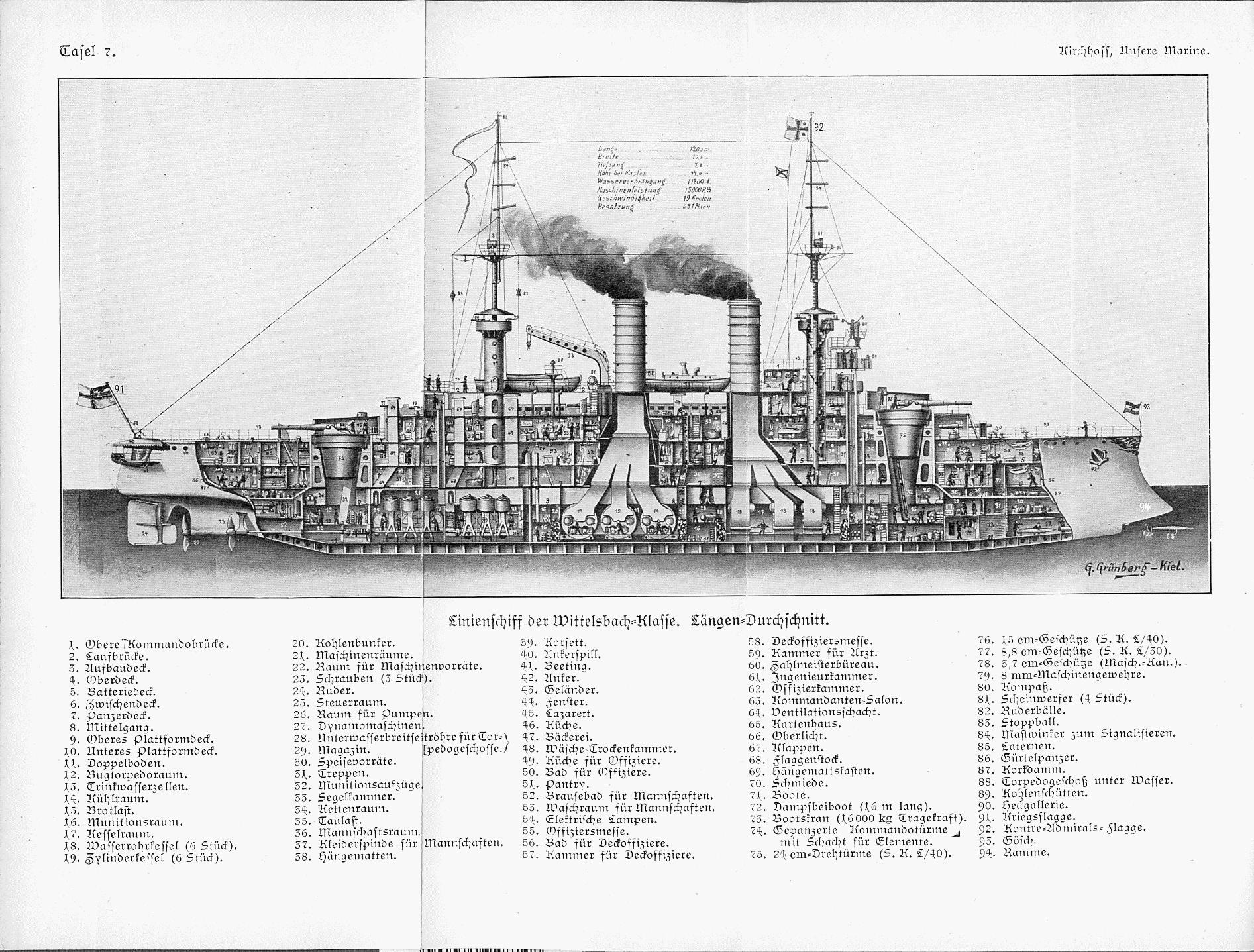
Section longitudinale d'un cuirassé allemand de la vers 1914.

L'Allemagne venait juste de commencer à construire une marine au début des années 1890 et en 1905, elle s'était lancée de tout son cœur dans la course aux armements avec la Grande-Bretagne. La classe Brandenburg est la première à être lancée en 1890. En 1905, 19 autres cuirassés étaient en service ou en construction grâce à la forte augmentation des dépenses navales justifiées dans les lois navales de 1898 et 1900. Cet accroissement était la volonté de l'amiral en chef Alfred von Tirpitz et provenait également de la rivalité avec la Royal Navy. Aux côtés de la classe Brandenburg, se trouvaient les classes Kaiser Friedrich III, Wittelsbach, et classe Braunschweig. La classe Deutschland représentait le point culminant des pré-Dreadnought allemands et ils servirent durant les deux guerres mondiales. Dans l'ensemble, les navires allemands étaient moins puissants que leurs équivalents britanniques mais ils étaient tout aussi robustes.

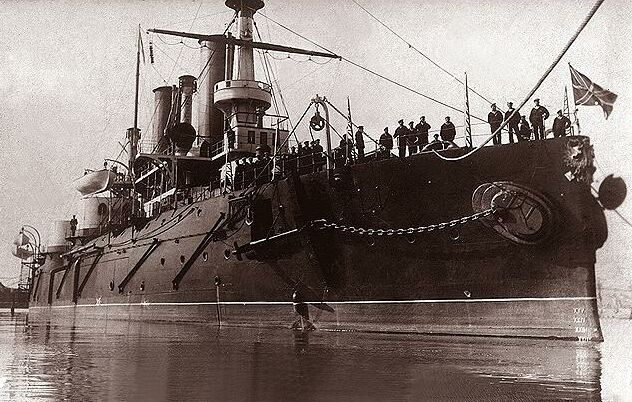
Cuirassé russe Poltava de classe Petropavlovsk à Kronstadt, Russie - Automne 1898

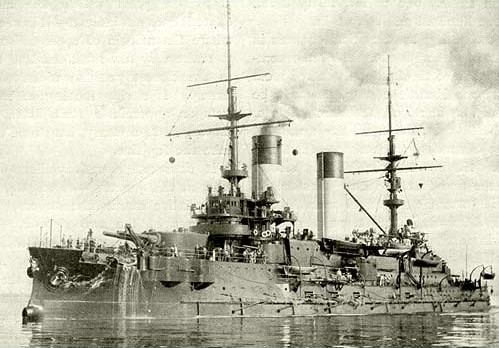
le cuirassé russe Orel de classe Borodino

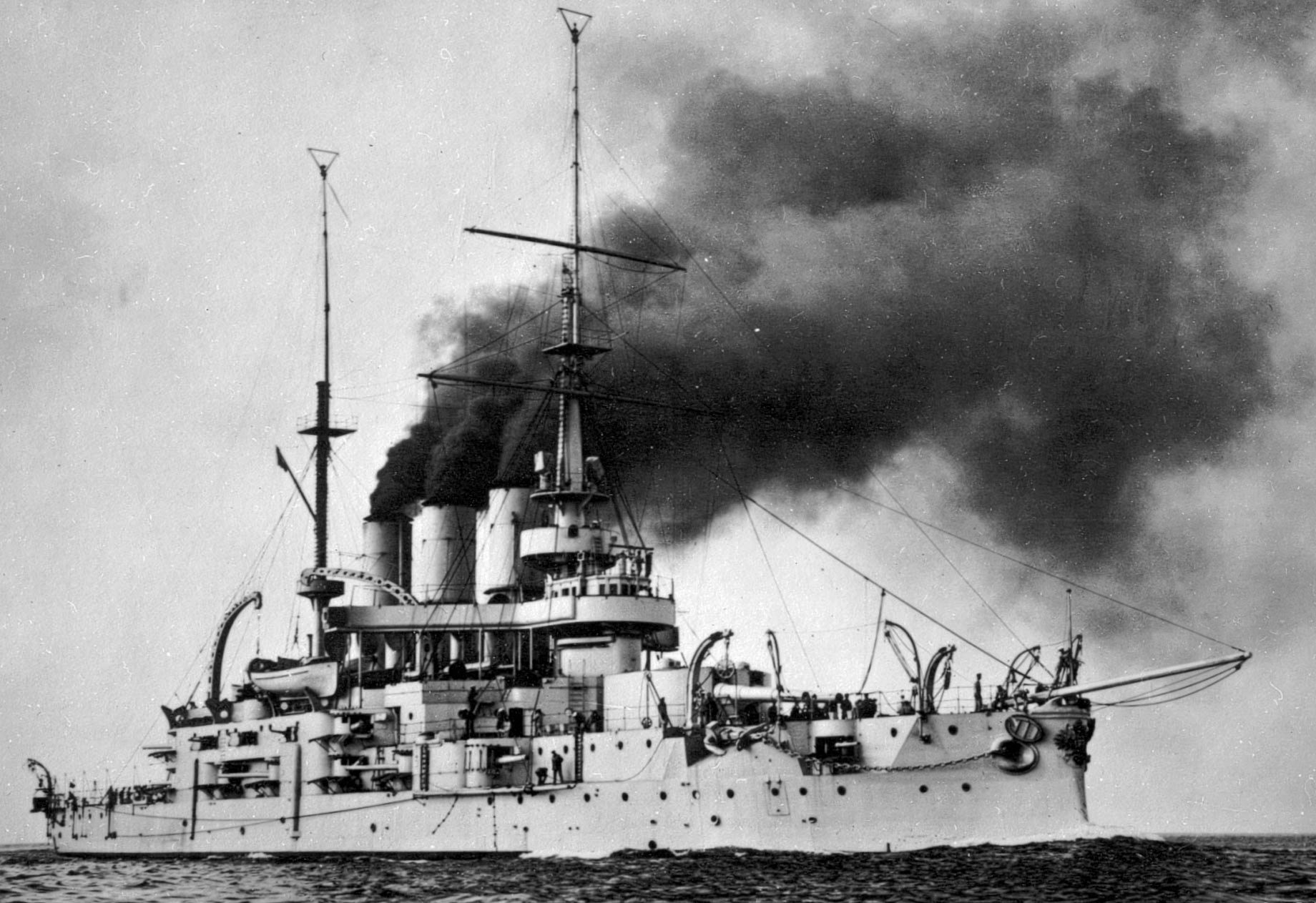
Le cuirassé russe Potemkine, 1906

La Russie se lança également dans un programme d'expansion navale dans les années 1890 ; un des objectifs de la marine russe était de protéger ses intérêts face à l'expansion japonaise en Extrême-Orient. La classe Petropavlovsk (en) fut lancée en 1892, elle imitait la classe Royal Sovereign ; les classes suivantes montrèrent une influence française plus marquée comme sur la classe Borodino. La faiblesse de la construction navale russe fit que la plupart des navires furent construits ailleurs qu'en Russie ; le meilleur cuirassé russe, le Retvizan fut largement réalisé aux États-Unis. La guerre russo-japonaise fut un désastre pour les pré-Dreadnought russes ; sur 15 navires construits depuis le Petropavlosk, onze furent coulés ou capturés durant la guerre. L'un d'eux, le célèbre Potemkine se mutina et se saborda avant d'être remis en service. Après la guerre, la Russie construisit quatre autres pré-Dreadnought.

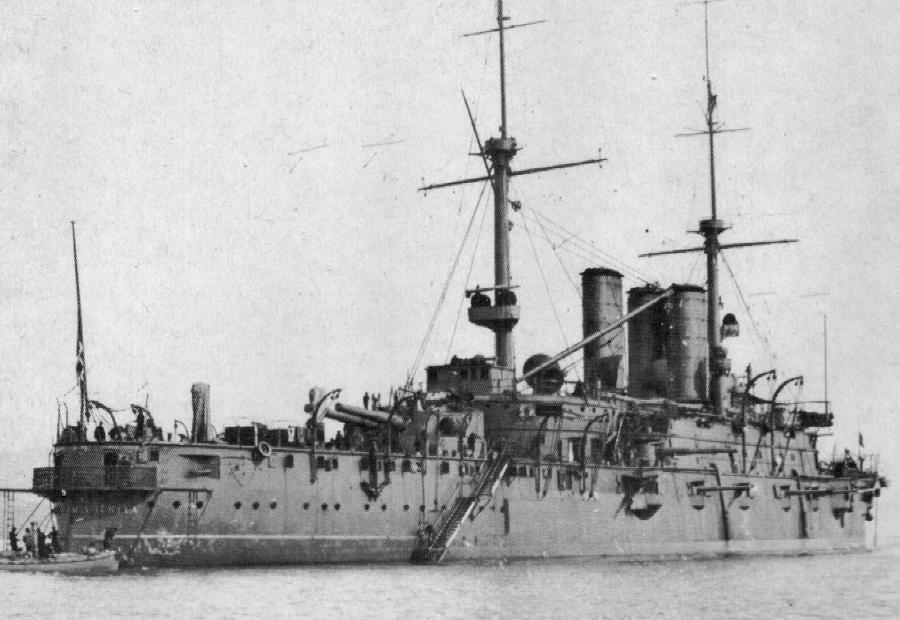
Le cuirassé italien Regina Margherita en 1908

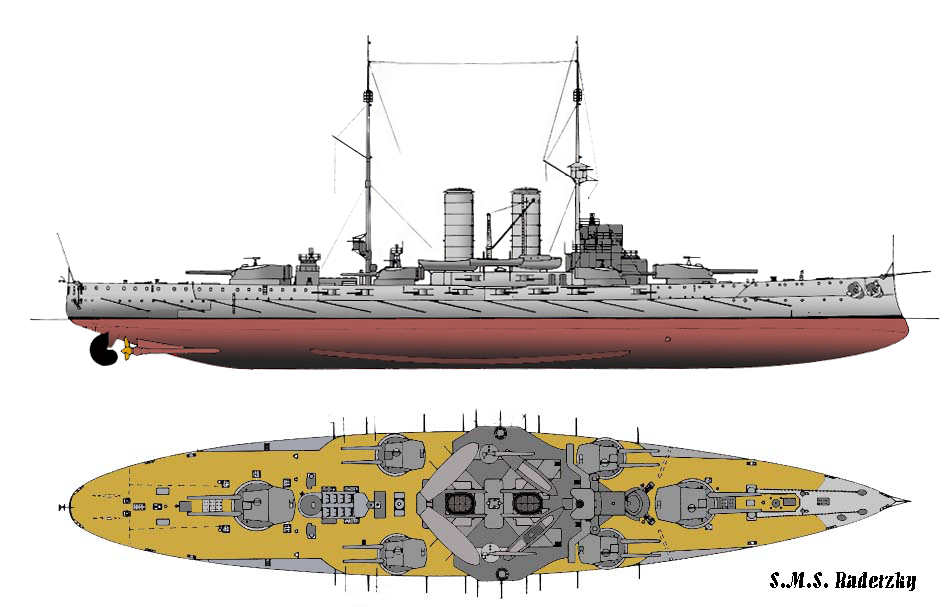
La de la marine austro-hongroise.

Entre 1893 et 1904, l'Italie lança huit cuirassés ; les deux dernières classes étaient très rapides bien que le blindage de la classe Regina Margherita et l'armement de la classe Regina Elena furent faibles. D'un certain côté, ces navires présageaient ce que serait le concept de croiseur de bataille. L'Autriche-Hongrie vécut également une renaissance navale durant les années 1890, même si sur les neuf pré-Dreadnoughts commandés, seuls trois furent construits avant l'arrivée du HMS Dreadnought qui les rendit obsolètes.

### En Amérique et dans le Pacifique

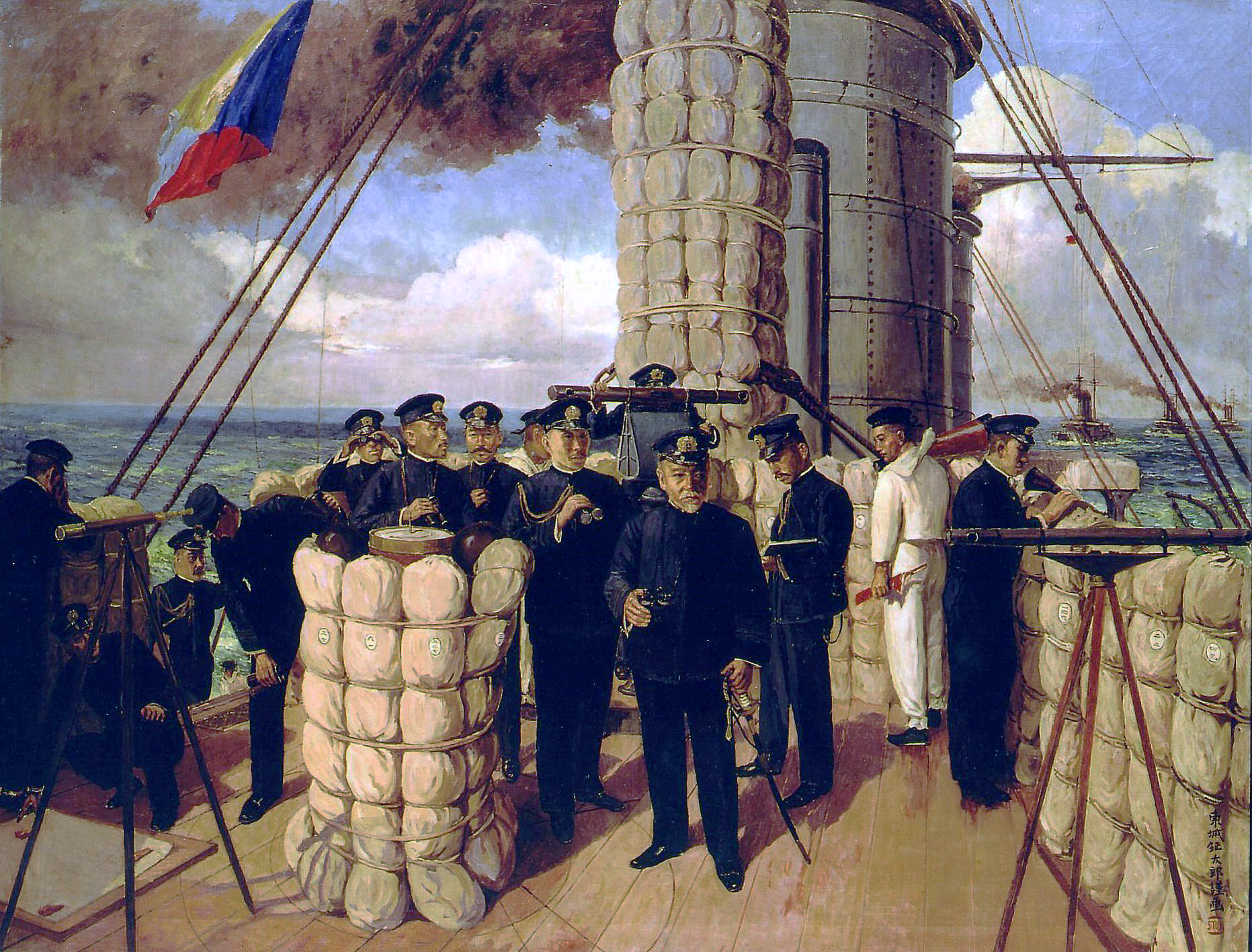
L'amiral Tōgō sur le pont du Mikasa juste avant la bataille de Tsushima.

Les États-Unis construisirent leurs premiers cuirassés en 1891. Ceux-ci étaient similaires au HMS Hood britannique sauf pour une innovante batterie de canons de 250 mm. La Marine américaine continua à construire des navires au rayon d'action faible et relativement peu adaptés à la haute mer jusqu'à la classe Virginia lancée en 1901. Néanmoins, ce furent ces navires qui assurèrent la domination américaine sur l'antique flotte espagnole, qui ne possédait aucun pré-Dreadnought, durant la guerre hispano-américaine et en particulier lors de la bataille de Santiago de Cuba.
Les deux classes qui suivirent la Virginia (Connecticut et Mississippi) furent lancées après le HMS Dreadnought et sont à l'origine des premiers Dreadnought américains qui participèrent au tour du monde de la grande flotte blanche entre le 16 décembre 1907 et le 22 février 1909.
Le Japon fut impliqué dans deux des principales guerres impliquant des pré-Dreadnought. Le premier pré-Dreadnought japonais de la classe Fuji était encore en construction lors du déclenchement de la guerre sino-japonaise qui vit les croiseurs japonais battre la flotte de Beiyang composée de croiseurs et de cuirassé lors de la bataille du fleuve Yalou. À la suite de cette victoire et devant la menace russe, le Japon commanda quatre autres pré-Dreadnought ; ceux-ci, associés aux deux cuirassés de la classe Fuji, formèrent le cœur de la flotte japonaise qui écrasa sa rivale russe supérieure en nombre lors de la guerre russo-japonaise.

## Obsolescence

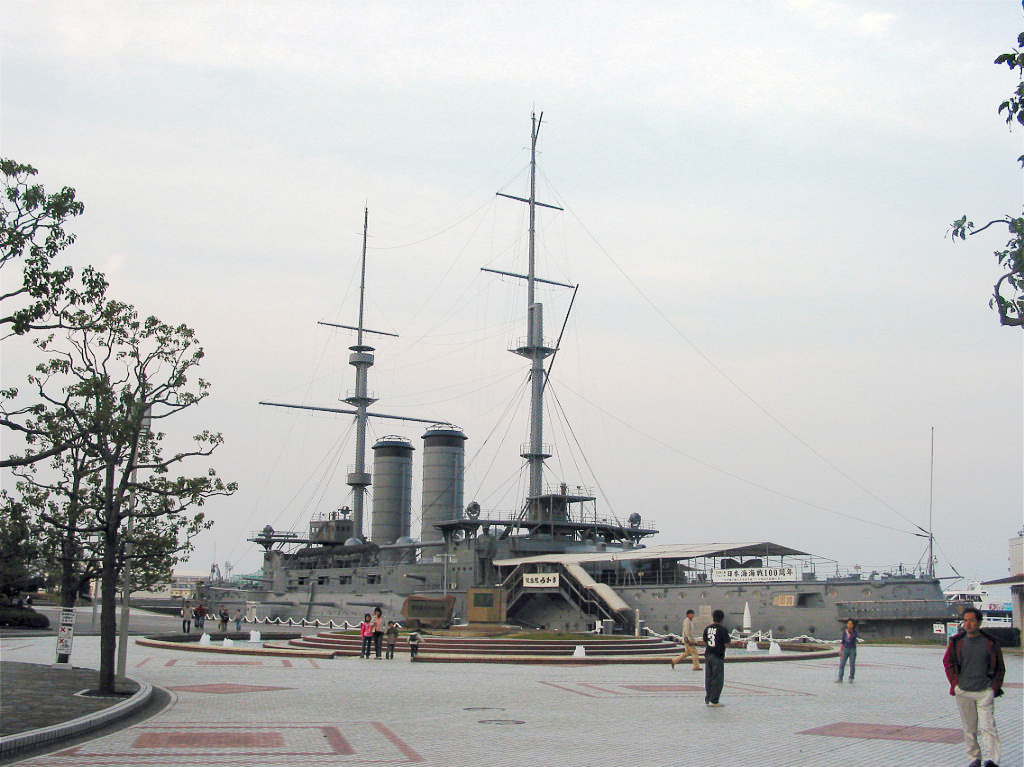
Le cuirassé japonais Mikasa est le dernier pré-Dreadnought au monde.

C'est en examinant les conditions de la victoire japonaise à Tsushima que les ingénieurs britanniques tirèrent la conclusion que l'artillerie principale avait à elle seule et à grande distance anéanti la flotte russe. Les Britanniques s'orientèrent donc vers l'homogénéisation de l'artillerie, avec davantage de gros canons mais à calibre unique, canons destinés à la bataille à grande distance, et une certaine quantité de petits canons, eux aussi monocalibres, pour repousser les petits navires étant éventuellement parvenu approcher de plus près, notamment les torpilleurs. Les gros calibres occasionnant des destructions dorénavant inextricables sur les ponts des navires atteints, les Britanniques imaginèrent de profiter de cette rationalisation pour nettoyer les ponts de tout élément inutile à la marche du vaisseau, en les regroupant dans le « château ».
Après moult hésitations, le gouvernement britannique lança la construction secrète d'un navire révolutionnaire. Mis sur cale en fin 1905, lancé en 1906, en service en fin 1906, le HMS Dreadnought rendit obsolète tous les cuirassés existants. Le HMS Dreadnought était bien dépourvu de la traditionnelle artillerie secondaire, mais portait dix canons de 305 mm au lieu de quatre. Il pouvait également tirer des bordées avec huit canons au lieu de quatre et six canons lourds pouvaient tirer vers l'avant contre deux sur un pré-Dreadnought. Le HMS Dreadnought est l'évolution logique des anciens cuirassés dont le calibre des canons secondaires n'avait cessé de croitre. Avec ses dix canons lourds, le HMS Dreadnought était deux à trois fois plus puissant que les autres cuirassés existants. Le Japon et les États-Unis avaient déjà imaginé des navires au design similaire mais ils ne furent pas capables de les produire avant les Britanniques,.
À l'avantage en armement, les Anglais, très en avance dans l'usage des turbines à vapeur dans la marine (mais jusque-là uniquement pour les petites unités), ajoutèrent l'avantage dans la propulsion, en introduisant la turbine dans la conception du HMS Dreadnought, ce qui lui conféra une vitesse de pointe de 21 nœuds (39 km/h) contre 18 pour un pré-Dreadnought classique. Capable de surpasser en puissance de feu et en vitesse les anciens cuirassés, le dreadnought marqua véritablement une rupture dans l'histoire navale.
Néanmoins, les pré-Dreadnought restèrent en service et connurent de nombreuses batailles malgré leur obsolescence. Les croiseurs de bataille et les dreadnoughts étaient considérés comme vitaux pour les batailles navales que toutes les marines attendaient, d'où un souci de leur éviter les mines ou les attaques de sous-marins en les conservant le plus proche possible de leurs ports d'attache. D'une moindre valeur militaire, les pré-Dreadnought pouvaient être engagés dans des zones dangereuses pour éviter de perdre des bâtiments plus précieux.
Le seul pré-Dreadnought préservé aujourd'hui est le navire amiral japonais lors de la bataille de Tsushima, le Mikasa qui se trouve dans le port de Yokosuka depuis sa conversion en musée en 1925.

### Première Guerre mondiale

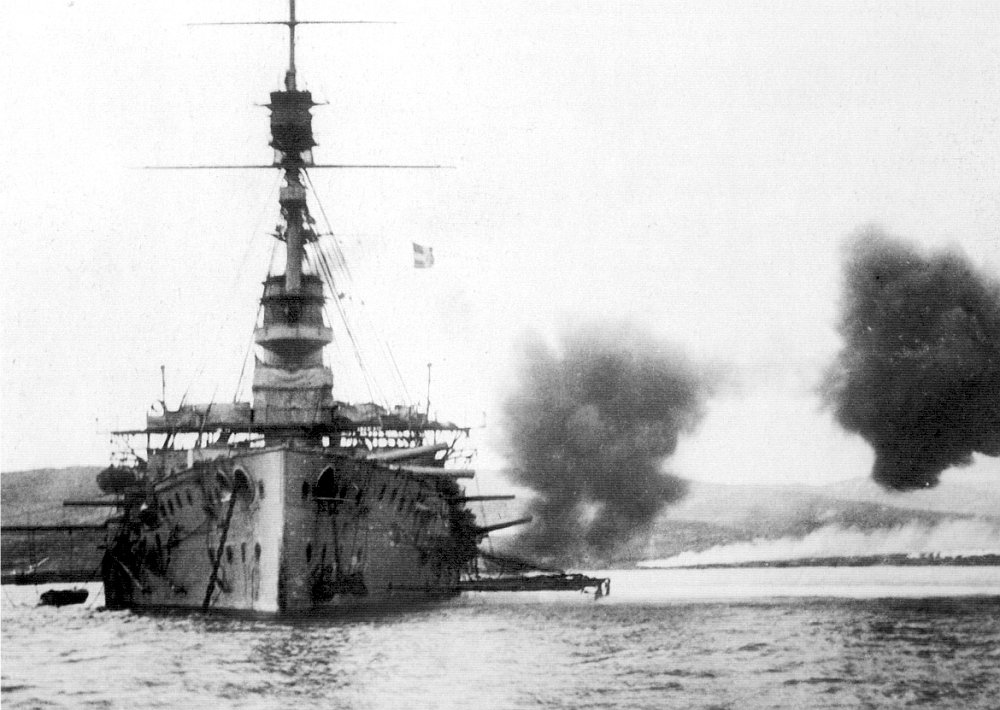
Le bombardant les positions turques lors de la bataille de Gallipoli en 1915.

Durant la Première Guerre mondiale, un grand nombre de pré-Dreadnought restaient en service. Les avancées en termes de propulsion ou d'armement faisaient qu'ils étaient à peine à égalité avec des croiseurs modernes et complètement dépassés par les nouveaux Dreadnoughts. Néanmoins, les pré-Dreadnought jouèrent un rôle majeur dans cette guerre. La première échauffourée entre les flottes allemandes et britanniques eut lieu au large de l'Amérique du Sud à la fin de l'automne 1914. Deux croiseurs allemands menaçaient le commerce dans la zone, la Royal Navy refusa d'envoyer un de ses cuirassés les plus récents à l'autre bout du monde, elle détacha donc le pré-Dreadnought HMS Canopus pour renforcer l'escadre dans la région. Cependant sa faible vitesse l'empêcha de participer à la bataille de Coronel où la flotte britannique fut écrasée. Il se racheta lors de la bataille des Falklands, mais uniquement en tant que batterie flottante en ouvrant le feu à longue portée (14 km) sur le croiseur SMS Gneisenau et son seul tir au but le fut avec un obus d'entraînement qui avait été chargé la veille (les « vrais » obus explosent lors de l'impact avec l'eau tandis que l'obus d'entraînement a ricoché dans l'une des cheminées.) Finalement la bataille fut décidée par les deux croiseurs de la classe Invincible qui avaient été envoyés après le désastre de Coronel. Il apparaît que ce fut la seule fois où un pré-Dreadnought britannique a engagé un navire ennemi.
Dans la mer Noire, cinq pré-Dreadnought russes affrontèrent brièvement le croiseur de bataille ottoman Yavuz lors de la bataille du cap Sarytch en novembre 1914.

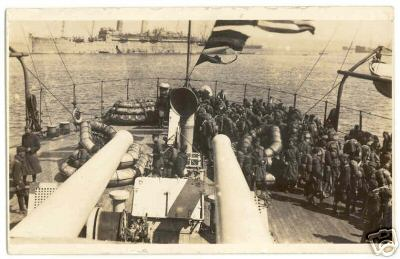
Carte postale du utilisé pour le transport de troupes en 1919.

Le principe selon lequel les pré-Dreadnought pouvaient être déployés là où les navires plus modernes seraient en péril fut appliqué par les marines britannique, française et allemande. Le plus grand engagement de pré-Dreadnought eut lieu lors de la bataille de Gallipoli. Douze cuirassés français et britanniques formaient le cœur de l'escadre qui tenta de forcer les Dardanelles en mars 1915. Le rôle des pré-Dreadnought était de soutenir le tout nouveau HMS Queen Elizabeth en bombardant les défenses côtières turques. Trois d'entre eux furent coulés par des mines et ne purent rien faire face aux croiseurs de bataille ottomans en embuscade de l'autre côté du détroit. Trois de plus furent coulés en soutenant les débarquements amphibies.
Une escadre de pré-Dreadnought allemands fut présente à la bataille du Jutland en 1916 ; les marins allemands les appelaient les « navires cinq minutes », qui était leur durée de vie probable lors d'une bataille rangée. En dépit de leurs faiblesses, ils jouèrent un rôle utile en occupant la flotte britannique pendant que le gros de l'escadre allemande s'échappait dans la nuit. Malgré tout, seul le SMS Pommern fut coulé lors de cet engagement confus pendant la nuit.
Après l'armistice, la Marine américaine convertit 15 vieux cuirassés et dix croiseurs en navires de transport. Ceux-ci firent entre une et six traversées rapatriant plus de 145 000 soldats.

### Seconde Guerre mondiale

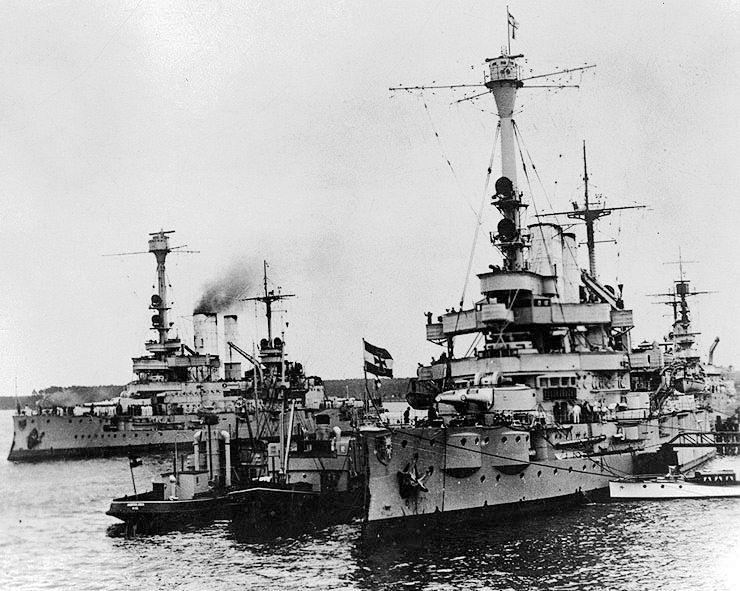
Les cuirassés allemands et Schleswig-Holstein au port vers 1930. Les deux participèrent à la Seconde Guerre mondiale.

Après la Première Guerre mondiale, beaucoup de Dreadnought et pré-Dreadnought furent désarmés sous l'égide du traité de Washington de 1922. Ces navires furent envoyés à la casse, utilisés comme cibles d'entraînement ou relégués comme navires d'entraînement. Seul le Mikasa japonais fut transformé en navire-musée.
L'Allemagne perdit la plupart de sa flotte des suites du traité de Versailles mais fut autorisée à conserver huit pré-Dreadnought (dont seuls six pouvaient être en service actif en même temps). Deux seulement participèrent à la Seconde Guerre mondiale. L'un d'entre eux, le SMS Schleswig-Holstein, tira les premiers obus de la Seconde Guerre mondiale avant d'être reconverti en navire d'entraînement puis il fut coulé en décembre 1944. L'autre, le SMS Schlesien, fut sabordé en mars 1945.
Un grand nombre de pré-Dreadnought furent coulés bien qu'ils ne soient plus en service ou désarmés. Ainsi, les cuirassés grecs désarmés Kilkis et Limnos furent coulés par des bombardiers allemands lors de l'invasion de leur pays en 1941. Dans le Pacifique, le sous-marin américain USS Salmon coula le cuirassé désarmé Asahi, vétéran de Tsushima et qui opérait alors en tant que navire de réparation.